# Pierre Montheillet
Pierre Montheillet est un peintre, expert mondial de la peinture lyonnaise (Cour d'Appel et Douanes), et marchand d'art, né à Lyon le 1er mai 1923 et mort dans la même ville le 22 février 2011,. Il développe son langage pictural dans l'abstraction lyrique paysagère.

## Biographie
Il est le fils d'un antiquaire. Il fait ses études à l'université de Lyon. Il vit et peint à Lyon. Il commence à exposer entre 1939, en exposant à 16 ans au salon d'automne de Lyon, et 1945. Il expose à Lyon notamment à la galerie Saint-Georges, la galerie Folklore et Le Lutrin, Paris, à la galerie Colette Allendy et à la galerie La Roue, à Vence, à Neuchâtel, etc. Il participe notamment au salon des réalités nouvelles depuis 1948, au salon de mai de 1951 à 1955, à Comparaisons de 1957 à 1964, à l'exposition 50 ans d'art abstrait. Il se marie avec Françoise Revel. Il meurt en 2011. 